# Grupo ordenado linealmente
En matemáticas, específicamente en álgebra abstracta, un grupo ordenado linealmente (también denominado grupo totalmente ordenado) es un grupo G equipado con un orden total "≤", que es invariante a las traslaciones. Esto puede tener diferentes significados. Se dice que (G, ≤) es un:
- Grupo ordenado por la izquierda si ≤ es invariante por la izquierda, es decir, a ≤ b implica que ca ≤ cb para todo a, b y c en G.
- Grupo ordenado por la derecha si ≤ es invariante por la derecha, es decir, a ≤ b implica que ac ≤ bc para todo a, b y c en G.
- Grupo biordenado si ≤ es biinvariante, es decir, es invariante tanto a la izquierda como a la derecha.

Se dice que un grupo G es ordenable por la izquierda (u ordenable por la derecha, o bien biordenable) si existe un grupo por la izquierda (u orden invariante por la derecha o por ambos lados) en G. Una condición necesaria simple para que un grupo pueda ordenarse por la izquierda es no tener elementos de orden finito. Sin embargo, esta no es una condición suficiente. Es equivalente a que un grupo se pueda ordenar por la izquierda o por la derecha; sin embargo, existen grupos ordenables por la izquierda que no son biordenables.

## Otras definiciones
En esta sección {\displaystyle \leq } es un orden invariante a la izquierda en un grupo {\displaystyle G} con elemento neutro {\displaystyle e}. Todo lo dicho se aplica a órdenes invariantes por la derecha con las modificaciones obvias. Téngase en cuenta que el hecho de que {\displaystyle \leq } sea invariante a la izquierda es equivalente al orden {\displaystyle \leq '} definido por {\displaystyle g\leq 'h} si y solo si {\displaystyle h^{-1}\leq g^{-1}} es invariante a la derecha. En particular, un grupo que se puede ordenar por la izquierda es lo mismo que por la derecha.
En analogía con los números ordinarios, se denomina a un elemento {\displaystyle g\not =e} de un grupo ordenado positivo si {\displaystyle e\leq g}. El conjunto de elementos positivos en un grupo ordenado se denomina cono positivo y a menudo se denota como {\displaystyle G_{+}}; se utiliza la notación ligeramente diferente {\displaystyle G^{+}} para el cono positivo junto con el elemento de identidad. 
El cono positivo {\displaystyle G_{+}} caracteriza el orden {\displaystyle \leq }. De hecho, por la invariancia hacia la izquierda se observa que {\displaystyle g\leq h} si y solo si {\displaystyle g^{-1}h\in G_{+}}. De hecho, un grupo ordenado por la izquierda se puede definir como un grupo {\displaystyle G} junto con un subconjunto {\displaystyle P} que satisface las dos condiciones siguientes:
1. Para {\displaystyle g,h\in P} también se tiene que {\displaystyle gh\in P}
2. Sea {\displaystyle P^{-1}=\{g^{-1},g\in P\}}, entonces {\displaystyle G} es la unión disjunta de {\displaystyle P,P^{-1}} y {\displaystyle \{e\}}.

El orden {\displaystyle \leq _{P}} asociado con {\displaystyle P} está definido por {\displaystyle g\leq _{P}h\Leftrightarrow g^{-1}h\in P}; la primera condición equivale a la invariancia por la izquierda y la segunda a que el orden esté bien definido y sea total. El cono positivo de {\displaystyle \leq _{P}} es {\displaystyle P}.
El orden invariante por la izquierda {\displaystyle \leq } es bi-invariante si y solo si es invariante de conjugación, es decir, si {\displaystyle g\leq h} entonces para cualquier {\displaystyle x\in G} también se tiene que {\displaystyle xgx^{-1}\leq xhx^{-1}}. Esto equivale a que el cono positivo sea estable bajo automorfismos internos.
Si {\displaystyle a\in G}, entonces el valor absoluto de {\displaystyle a}, denotado por {\displaystyle |a|}, se define como:
{\displaystyle |a|:={\begin{cases}a,&{\text{ si }}a\geq 0,\\-a,&{\text{ en caso contrario}}.\end{cases}}}
Si además el grupo {\displaystyle G} es abeliano, entonces para cualquier {\displaystyle a,b\in G} se satisface la desigualdad triangular: {\displaystyle |a+b|\leq |a|+|b|}.

## Ejemplos
- El conjunto de los números reales dotado con la operación suma es un grupo ordenable, ya que el orden total habitual es invariante a las traslaciones.
- Cualquier subgrupo H de un grupo ordenable G es también ordenable, ya que dado un orden total de G invariante por la izquierda, se obtiene uno para H restringiéndolo.
- {\displaystyle \mathbb {Z} ^{n}} es ordenable. Esto puede mostrarse fácilmente de dos maneras. Una forma es utilizar un homomorfismo inyectivo de {\displaystyle \mathbb {Z} ^{n}} en {\displaystyle \mathbb {R} } y utilizar lo dicho en el ejemplo anterior. Otra forma es utilizar el orden lexicográfico.
- El producto directo entre dos grupos ordenables es ordenable, utilizando el orden lexicográfico.
- El grupo libre con n generadores es ordenable para todo n, proposición demostrada por Wilhelm Magnus.[2]
- El grupo de los homeomorfismos de {\displaystyle \mathbb {R} } que preservan la orientación ({\displaystyle Homeo_{+}(\mathbb {R} )}) es un grupo ordenable. Dada una sucesión {\displaystyle (a_{n})} densa en {\displaystyle \mathbb {R} }, se define el orden {\displaystyle \preceq } sobre {\displaystyle Homeo_{+}(\mathbb {R} )} de la siguiente manera: si {\displaystyle f\neq g} se dice que {\displaystyle f\prec g} cuando el mínimo n tal que {\displaystyle f(a_{n})\neq g(a_{n})} verifica que {\displaystyle f(a_{n})<g(a_{n})}.[3]
- Cualquier grupo que se pueda ordenar por la izquierda o por la derecha está libre de torsión, es decir, no contiene elementos de orden finito además de la identidad. Por el contrario, Friedrich Wilhelm Levi demostró que un grupo abeliano libre de torsión es biordenable.[4] Esto sigue siendo cierto para grupos nilpotentes,[5] pero existen presentaciones de grupos libres de torsión que no se pueden ordenar por la izquierda.

### Grupos con orden de Arquímedes
Otto Hölder demostró que cada grupo arquimediano (un grupo biordenado que satisface el axioma de Arquímedes) es isomorfo respecto a un subgrupo del grupo aditivo de los números reales, (Fuchs y Salce, 2001, p. 61).
Para componer un grupo arquimediano linealmente ordenado multiplicativamente, se debe considerar la completación de Dedekind, {\displaystyle {\widehat {G}}} del cierre de un grupo linealmente ordenado bajo las raíces {\displaystyle n}-ésimas. Dotamos a este espacio con el topology habitual de orden lineal, y luego se puede demostrar que para cada {\displaystyle g\in {\widehat {G}}} los mapas exponenciales {\displaystyle g^{\cdot }:(\mathbb {R} ,+)\to ({\widehat {G}},\cdot ):\lim _{i}q_{i}\in \mathbb {Q} \mapsto \lim _{i}g^{q_{i}}} son isomorfismos grupo topológico que preservan/invierten el orden bien definidos. Completar un grupo linealmente ordenado puede resultar difícil en el caso no arquimediano. En estos casos, se puede clasificar un grupo por su rango, que está relacionado con el tipo de orden de la secuencia más grande de subgrupos convexos.

### Otros ejemplos
Los grupos libres se pueden ordenar por la izquierda. En términos más generales, este también es el caso de los grupos de Artin en ángulo recto. Los grupos de trenzas también se pueden ordenar por la izquierda.
El grupo dado por la presentación {\displaystyle \langle a,b|a^{2}ba^{2}b^{-1},b^{2}ab^{2}a^{-1}\rangle } está libre de torsión pero no se puede ordenar por la izquierda. Téngase en cuenta que es un grupo cristalográfico tridimensional (se puede realizar como el grupo generado por dos medias vueltas deslizadas con ejes ortogonales y la misma longitud de traslación), y es el mismo grupo que demostró ser un contraejemplo de la conjetura unitaria. De manera más general, el tema de la ordenabilidad de grupos de 3 variedades es interesante por su relación con distintos invariantes topológicos. Existe un grupo de 3 variedades que se puede ordenar por la izquierda, pero que no es biordenable. De hecho, no satisface la propiedad más débil de ser localmente indicable.
Los grupos ordenables por la izquierda también han suscitado interés desde la perspectiva de los sistemas dinámicos, ya que se sabe que un grupo numerable se puede ordenar por la izquierda si y solo si actúa en la recta real mediante homeomorfismos. Contraejemplos relacionados con este paradigma son los retículos en grupos de Lie de rango superior, y se sabe que (por ejemplo) los subgrupos de índice finito en {\displaystyle \mathrm {SL} _{n}(\mathbb {Z} )} no se pueden ordenar por la izquierda. Se ha realizado una amplia generalización de este hecho.

## Algunos resultados
- El primer resultado en la teoría de grupos ordenables es debido a Otto Hölder: todo grupo con un orden total invariante por la izquierda que satisface una propiedad arquimediana es isomorfo a un subgrupo del grupo aditivo de los números reales.
- Si un grupo es ordenable, entonces está libre de torsión. Esto se prueba fácilmente: si {\displaystyle \preceq } es un orden total invariante por la izquierda para G y {\displaystyle g\in G}, entonces {\displaystyle g\preceq id} o {\displaystyle id\preceq g}. En el primer caso es sencillo mostrar que se tendrá {\displaystyle g^{n}\preceq g^{n-1}} para todo {\displaystyle n\in \mathbb {Z} ^{+}}, por lo que {\displaystyle g^{n}\neq id} para todo n si {\displaystyle g\neq id}.
- Dada una sucesión exacta corta {\displaystyle \{1\}\longrightarrow A\longrightarrow B\longrightarrow C\longrightarrow \{1\}}, si A y C son ordenables, entonces B también lo es. De hecho, por cada par de órdenes elegidos en A y C se tendrá un orden distinto en B.
- Un grupo G es ordenable si y solo si todo subgrupo finitamente generado de G es ordenable.[2]
- Con el resultado anterior, y ya sabiendo que {\displaystyle \mathbb {Z} ^{n}} es ordenable, se deduce que todo grupo abeliano libre de torsión es ordenable. Esto es consecuencia del teorema de estructura que dice que todo grupo abeliano finitamente generado es una suma directa de grupos cíclicos.[14]
- Si G es ordenable y numerable, entonces G es isomorfo a un subgrupo de {\displaystyle Homeo_{+}(\mathbb {R} )}.[3]
- En un grupo biordenable se cumple la propiedad de raíz única: si {\displaystyle g^{n}=h^{n}}, entonces {\displaystyle g=h}.

## Conos positivo y negativo
Un orden invariante por la izquierda está determinado por su cono positivo, o sea el conjunto de elementos mayores a la identidad del grupo.
Un grupo G es ordenable si y solo si existe un semigrupo P tal que {\displaystyle P\cap P^{-1}=\varnothing } y {\displaystyle G=P\cup P^{-1}\cup \{id\}}. Con esta caracterización es fácil demostrar que un grupo admite un orden total invariante por la izquierda si y solo si admite un orden total invariante a derecha; esta es la razón por la que no exista una teoría de grupos ordenables a derecha.
Para que G sea biordenable es además necesario que el semigrupo P sea invariante por conjugaciones, o sea {\displaystyle gPg^{-1}=P} para todo {\displaystyle g\in G}.

## El espacio de órdenes
Dado G un grupo ordenable, se tiene el conjunto LO(G) formado por los órdenes totales en G invariantes por la izquierda.
Está demostrado que LO(G) es finito o no numerable (o sea, no existe ningún grupo tal que admita exactamente una cantidad infinita numerable de órdenes totales invariantes por la izquierda). Este resultado no es cierto para los biórdenes.
En LO(G) generalmente se define una topología, con sub base {\displaystyle \{U_{f}:\ f\in G\}}, siendo {\displaystyle U_{f}=\{\preceq :\ f\preceq id\}}. Con esta topología LO(G) resulta un espacio compacto totalmente disconexo.